# 范正思
范正思（1051年—1108年），字子思另有作子默，蘇州吳縣（今江蘇省蘇州市）人。北宋朝奉郎及武騎尉。北宋丞相范純仁子。范仲淹為其祖父。終年五十八歲。著有《惜羞集》一卷及《纂忠宣言行録》二十卷。有子范直方任司農卿。
范正思學行頗被當時學者推薦。曾因其父范純仁身故守孝悲傷過度染病，而不當官十年。另又因其父身故而參與預先記載刪改其父之遺表，及後導致其兄范正平被編管象州。